# Вардим
Вардим (болг. Вардим) — село в Болгарии. Находится в Великотырновской области, входит в общину Свиштов. Население составляет 873 человека (2022).

## Политическая ситуация
В местном кметстве Вардим, в состав которого входит Вардим, должность кмета (старосты) исполняет Николай  Флорев Паунов (коалиция в составе 2 партий: Болгарская социалистическая партия (БСП), Объединённый блок труда (ОБТ)) по результатам выборов.
Кмет (мэр) общины Свиштов — Станислав Петров Благов (коалиция в составе 4 партий: Болгарский земледельческий народный союз (БЗНС), Союз свободной демократии (ССД), Союз демократических сил (СДС), либеральная инициатива «За демократическое европейское развитие» (ЛИДЕР)) по результатам выборов.